# Ellis megye (Texas)
Ellis megye az Amerikai Egyesült Államokban, azon belül Texas államban található. Megyeszékhelye és legnagyobb városa Waxahachie. Lakosainak száma 192 455 fő (2020. április 1.).

## Szomszédos megyék
- Kaufman megye (északkelet)
- Henderson megye (kelet)
- Navarro megye (délkelet)
- Hill megye (délnyugat)
- Johnson megye (nyugat)
- Tarrant megye (északnyugat)
- Dallas megye (észak)

## Népesség
A megye népességének változása:
| Lakosok száma | 150 458 | 152 466 | 153 806 | 155 976 | 163 632 | 192 455 |
|               | 2010    | 2011    | 2012    | 2013    | 2015    | 2020    |